# Ilmtal
Ilmtal – dzielnica miasta Stadtilm w Niemczech, w kraju związkowym Turyngia, w powiecie Ilm. Do 5 lipca 2018 samodzielna gmina.